# Малиев, Георгий Гадоевич

Мемориальная доска, ул. Максима Горького, 17, Владикавказ

Гео́ргий Гадо́евич Ма́лиев (осет. Малити Гӕдой фурт Геуӕрги; 22 октября [5 ноября] 1886, село Христиановское (ныне город Дигора), по другим данным село Моска — 27 мая 1942, в исправительно-трудовом лагере) — дигорский советский поэт и публицист.

## Биография
Родился в бедной крестьянской семье. По национальности осетин-дигорец. Окончил в 1902 году двухлетнюю приходскую школу, учился в Ардонской семинарии (1903—1907), но был исключён за участие в революционной деятельности. Давал частные уроки, работал журналистом.
В 1917 году Малиев был среди основателей осетинской революционно-демократической партии «Кермен», впоследствии присоединившейся к большевикам. Поражённый жестокостями национализации, Малиев оставил политику и в 1920 году вернулся на село. В 1923—1932 годах он работал директором школы в небольшом селении Гулар. В 1932 году он переселяется в Мостиздах, где работал учителем, строил новую школу, по воспоминаниям современников «жил скромно и незаметно».
В те годы дигорский диалект осетинского языка, на котором писал Малиев, в РСФСР считался языком, для него был разработан специальный алфавит, издавались учебники и другие издания.
В 1934 году Малиева приняли в Союз советских писателей. В 1935 вышла его книга «Ираф» (сборник коротких рассказов и поэтических произведений). Творчество Малиева было несовременным, не восхваляло революционные преобразования, его обвиняли в буржуазном национализме и пессимизме. 4 декабря 1937 года по ложному обвинению в «контрреволюционной деятельности» Георгий Малиев был осуждён на 10 лет в исправительно-трудовых лагерях. Ранее в том же году статус дигорского языка был снова понижен до диалекта, дигорский алфавит объявлен «контрреволюционным», развитие литературной традиции надолго заморожено. Георгий Малиев скончался в лагере в 1942 году, его могила утеряна.
Вот как отзывался о творчестве Малиева известный иранист и осетиновед В. И. Абаев:
«…Вслушайтесь в эти стихи. Раньше, чем доходит до сознания их смысл, они уже покоряют своим чарующим ритмом и звучанием. Когда читаешь такие стихи, невольно приходят на память слова Белинского, сказанные им о стихе Пушкина:
„Что это за стих! Он нежен, сладостен, мягок, как рокот волны, тягуч и густ, как смола, ярок, как молния, прозрачен и чист, как кристалл…“

До Малиева на дигорском языке писал выдающийся поэт Блашка Гурджибеков. Богатство его языка изумительно. Но музыку дигорского стиха он ещё не постиг. Немало стихов на дигорском языке написано и после Малиева. Многие из них отмечены несомненным талантом. Но и в них уже не слышится рокот волны. Нет в них и прозрачности кристалла. Видимо, эту тайну, тайну певучего дигорского стиха, Малиев унёс с собой в свою безвременную могилу…».
Младший сын поэта, Васо Малиев, родившийся уже после ареста отца, стал известным осетинским писателем и публицистом.
Значительная часть творчества Малиева уходит корнями в фольклор («Темур-Алсак», «Симд нартов», баллада «Месть» и др.). Несколько стихотворений посвящены духовному миру простой горской девушки, причём девичьи рассуждения и тревоги написаны от первого лица, что было смелым новшеством в осетинской поэтической традиции.
Память
- На доме № 17, который является объектом культурного наследия, на улице Максима Горького во Владикавказе установлена мемориальная доска. Автор: скульптор Лазарь Гадаев. Установлена в 1987 году[5].